# 大久野 (日の出町)
大久野（おおぐの）は、東京都西多摩郡日の出町の大字。

## 地理
日の出町の西部に位置し、半数が森林に囲まれた一帯。南にあきる野市、北に青梅市に接している。

### 地価
住宅地の地価は、2025年（令和7年）1月1日の公示地価によれば、大久野字落合110番14の地点で6万7600円/m2、
大久野字萱窪873番25の地点で6万1500円/m2となっている。

## 世帯数と人口
2020年（令和2年）10月1日現在（国勢調査）の世帯数と人口（総務省調べ）は以下の通りである。
- 世帯数 : 1,792世帯
- 人口 : 5,267人

### 人口の変遷
国勢調査による人口の推移。
| 年                 | 人口  |
| ------------------ | ----- |
| 1995年（平成7年）  | 5,434 |
| 2000年（平成12年） | 5,524 |
| 2005年（平成17年） | 5,300 |
| 2010年（平成22年） | 5,471 |
| 2015年（平成27年） | 5,385 |
| 2020年（令和2年）  | 5,267 |

### 世帯数の変遷
国勢調査による世帯数の推移。
| 年                 | 世帯数 |
| ------------------ | ------ |
| 1995年（平成7年）  | 1,478  |
| 2000年（平成12年） | 1,518  |
| 2005年（平成17年） | 1,544  |
| 2010年（平成22年） | 1,681  |
| 2015年（平成27年） | 1,697  |
| 2020年（令和2年）  | 1,792  |

## 学区
市立小・中学校に通う場合、学区は以下の通りとなる（2013年4月時点）。
- 区域 : 1〜8820番地
  - 小学校 : 日の出町立大久野小学校
  - 中学校 : 日の出町立大久野中学校

## 交通

### 道路
- 東京都道31号青梅あきる野線
- 東京都道184号奥多摩あきる野線
- 東京都道238号大久野青梅線
- 東京都道251号青梅日の出線

## 事業所
2021年（令和3年）現在の経済センサス調査による事業所数と従業員数は以下の通りである。
- 事業所数 : 219事業所
- 従業員数 : 2,278人

### 事業者数の変遷
経済センサスによる事業所数の推移。
| 年                 | 事業者数 |
| ------------------ | -------- |
| 2016年（平成28年） | 211      |
| 2021年（令和3年）  | 219      |

### 従業員数の変遷
経済センサスによる従業員数の推移。
| 年                 | 従業員数 |
| ------------------ | -------- |
| 2016年（平成28年） | 2,056    |
| 2021年（令和3年）  | 2,278    |

## 施設
- 日の出町立大久野小学校
- 日の出町立大久野中学校
- 日の出ヶ丘病院

## その他

### 日本郵便
- 郵便番号 : 190-0181[3]（集配局 : あきる野郵便局[14]）。